# Порятунок у горах
Порятунок у горах — Різновид пошуково-рятувальної діяльності, яка здійснюється в гірському середовищі. Водночас, цей термін іноді також використовується для застосування до пошуку та рятування в інших диких середовищах. Сюди, як правило, входять гори з проблемами технічного мотузкового доступу, сніг, лавини, кригу, ущелини, льодовики, альпійське середовище та великі висоти. Складний і віддалений характер місцевості, в якій часто відбувається порятунок у горах, призвів до розробки ряду специфічних одиниць обладнання та методів. Гелікоптери часто використовуються для швидкого вилучення поранених, а пошукові собаки можуть бути використані для пошуку поранених.
Гірсько-рятувальні служби можуть працювати як платними професіоналами, так і волонтерами. Платні рятувальні служби частіше існують у місцях з високим попитом, таких як Альпи, національні парки з гірською місцевістю та багато гірськолижних курортів . Однак через трудомісткість і епізодичний характер гірських рятувальних робіт, а також специфічних методів і місцевих знань, необхідних для деяких середовищ, означає, що гірські рятувальні роботи часто здійснюються добровільними групами. Вони часто складаються з місцевих альпіністів і гідів. Часто платні служби порятунку можуть працювати у співпраці з волонтерськими службами. Наприклад, оплачувана гелікоптерна рятувальна група може працювати з волонтерською гірською рятувальною командою на землі. Порятунок у горах часто безкоштовний, хоча в деяких частинах світу рятувальні організації можуть платити за свої послуги. Але є й винятки, наприклад Швейцарія, де порятунок у горах коштує дуже дорого (приблизно від 2000 до 4000 доларів США) і оплачується пацієнтом. У більш віддалених або менш розвинених регіонах світу організовані гірські рятувальні служби часто незначні або взагалі відсутні.

## Спеціальне обладнання
Залежно від району діяльності місцеві рятувальні служби можуть мати спеціалізовані транспортні засоби, такі як ратраки та снігоходи (для пересування по крутому снігу), все- позашляховики, позашляховики і перш за все – гелікоптери. Проведення операцій на крутій скелястій місцевості може вимагати спеціальних навичок, пов’язаних із канатом і страхуванням. Зважаючи на специфіку місцевості, пошуки зниклих людей часто проводяться з використанням відповідно навчених рятувальних собак, а також за допомогою електронних пристроїв: лавинні сповіщувачі, тепловізори, засоби зв'язку радіо та супутник.

## Гірський порятунок в окремих країнах

### Австрія
Österreichischer Bergrettungsdienst (ÖBRD) виконує гірські рятувальні операції в австрійських Альпах та у Вальдфіртелі Waldviertel.
«Alpiner Rettungsausschuß Wien» (ARAW) було засновано в 1896 році після того, як  через схід лавини на Раксі загинуло троє альпіністів. У 1938 році організація була об'єднана з  Deutsche Bergwacht. У 1946 році (після Другої світової війни) Австрійська гірська рятувальна служба була (пере)заснована як Österreichischer Bergrettungsdienst.

### Боснія і Герцеговина
Через гірську місцевість після Другої світової війни Боснія і Герцеговина побачила потребу в розвитку та організації сучасного еквівалента гірської рятувальної служби. Перша гірська рятувальна «станція», яка складалася з професійно підготовлених і напівпрофесійних волонтерів, була заснована в 1952 році в Сараєво і є найстарішою безперервно функціонуючою організацією такого типу в сучасній Боснії та Герцеговині. Оскільки потреба виникала ще більше, станції також були створені в інших містах. Боснійська спілка гірських рятувальників , хоча й існує, діє лише як наглядова організація, оскільки кожна станція діє та фінансується незалежно, здебільшого покладаючись на свої видатні муніципальні офіси цивільної оборони.

### Велика Британія
Більше у статті Порятунок у горах в Англії та Уельсі

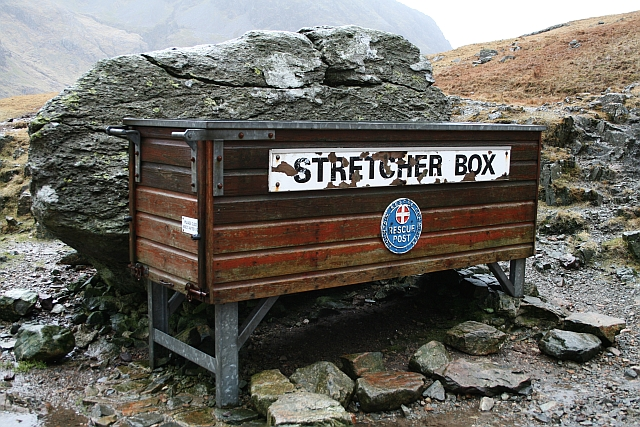
Носилки в Камбрії, Англія, попередньо встановлене обладнання позбавляє гірських рятувальних команд від необхідності плестися з ним у гори.

У Сполученому Королівстві гірська порятунок є безкоштовною послугою, яку надають волонтери. Кожна команда є незалежною благодійною організацією, яка об’єднана регіональними організаціями та національними органами. В Англії та Уельсі це Гірська рятувальна служба Англії та Вельсу (MREW), а в Шотландії — Комітет гірського рятування Шотландії тепер відомий як Шотландська гірська рятувальна служба (SMR). Принц Вільям є патроном MREW. Послуги гірського порятунку також надає Гірсько-рятувальна служба Королівських ВПС  (RAFMRS).

### Гонконг
Служба цивільної допомоги
Гірсько-рятувальна частина (MRU) була створена в 1967 році через попит на гірську рятувальну службу. Спочатку MRU мало два окремих командних центри, один на острові Гонконг, а інший на півострові Коулун. У 1972 році два командні центри об’єдналися в єдиний центр у штаб-квартирі Служби цивільної допомоги в Коулуні. У 2005 році МРУ було перейменовано в «Гірську пошуково-рятувальну роту» (ГПО). Гірська пошуково-рятувальна компанія Служби цивільної допомоги відповідає за рятувальні операції на пагорбах і пішохідних стежках Гонконгу . Станом на 2014 рік компанія налічує 13 посадових осіб та 128 членів.  Підрозділ працює разом з урядовою авіаційною службою в повітрі та  пожежною службою Гонконгу на землі. Крім рятувальних операцій, MSaR також сприяє підвищенню безпеки альпінізму.

### Ізраїль
«Повітряний бойовий рятувальний та евакуаційний підрозділ» — вертолітний бойовий пошуково-рятувальний підрозділ Армії оборони Ізраїлю, підпорядкований 7 крилу ( підрозділ спеціального призначення) ВПС Ізраїлю. Вважається одним з чотирьох головних елітних підрозділів підрозділу ЦАХАЛ. Завданням підрозділу є порятунок збитих пілотів і проведення повітряно-десантної медичної евакуації  важкопоранених. Завдяки своїм унікальним можливостям підрозділ бере участь у спецопераціях ЦАХАЛу та інших силових структур. Крім того, бригади підрозділу виїжджають на складні аварійно-рятувальні заходи, на які цивільні екстрені служби не в змозі забезпечити належне реагування.

### Ірландія
Гірські рятувальні служби в Ірландії діють під головною асоціацією Гірська Рятувальна служба Ірландії (Cumann Tarrthála Sléibhte na h-Éireann).  Гірська рятувальна служба Ірландії охоплює території по всьому острову Ірландія, як у Республіці Ірландія, так і в Північній Ірландії. 

### Італія

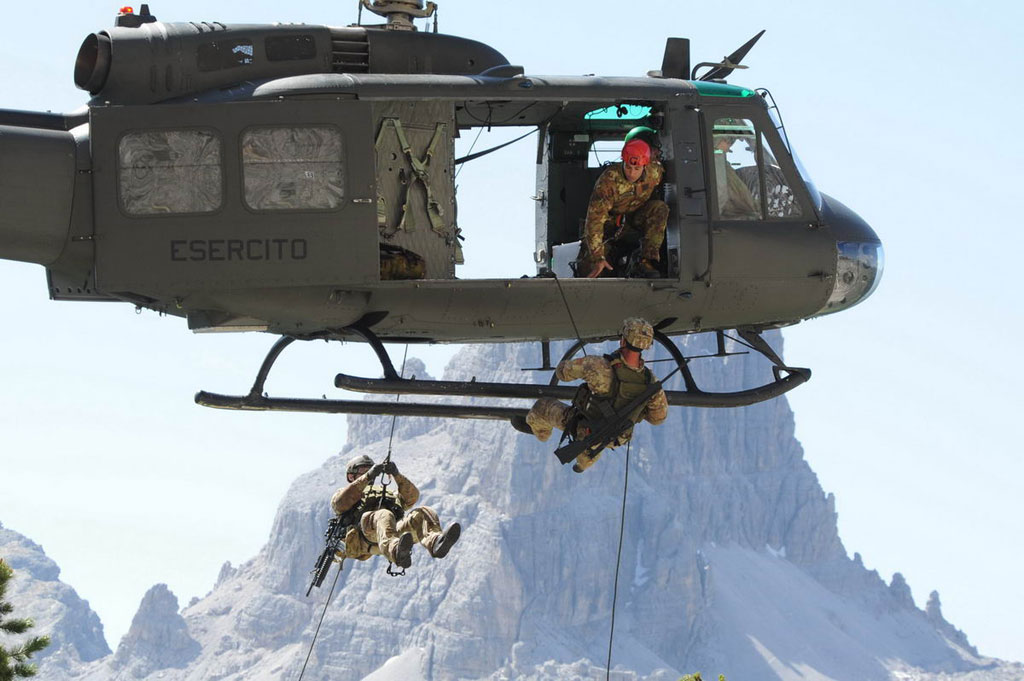
Рятувальна група «Alpini Mountain SAR» спускається з вертольота AB 205A 4-го полку армійської авіації «Альтаїр» 4th_Army_Aviation_Regiment_"Altair" у Доломітових Альпах

Рятувальні роботи в горах в Італії надає CNSAS ( Corpo Nazionale Soccorso Alpino e Speleologico, En. The National Alpine Cliff and Cave Rescue Corps  ), добровільне агентство, яке проводить загальнонаціональні пошуково-рятувальні операції в горах у складних місцевостях у тісній співпраці з Медична авіаційно-рятувальна служба 118 з командою армії Метеомонт та поліцією Італії за номером телефону 112 - інтегрована екстрена служба стандарту ЄС . Основні місії: пошук і порятунок, ліквідація лавин, надання першої допомоги, спостереження за гірськими районами, запобігання нещасним випадкам і громадська безпека.

### Канада

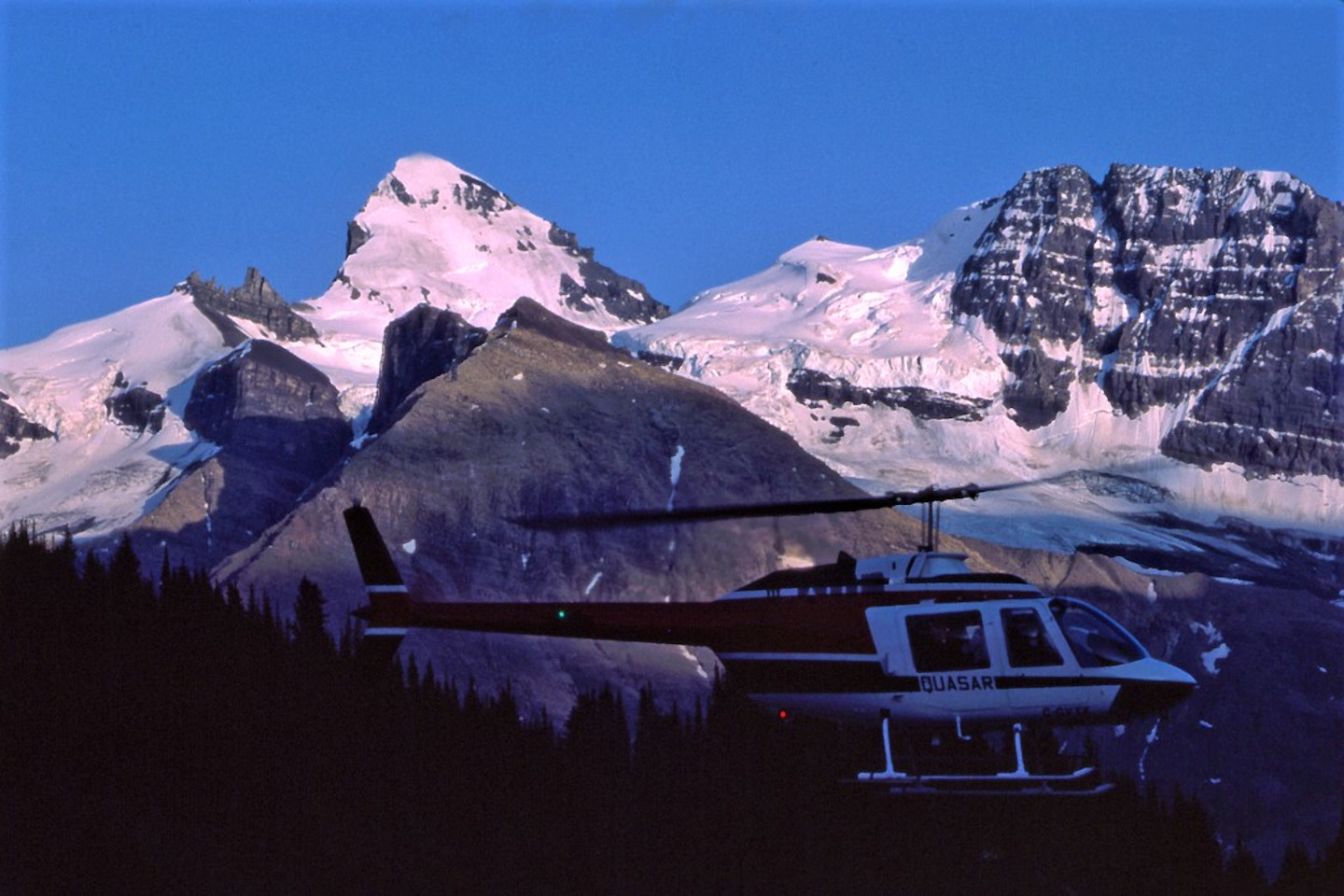
Вивезення поранених – на задньому плані

У п’яти гірських національних парках канадських Скелястих гір відповідальність за гірські рятувальники несуть виключно спеціалісти з безпеки відвідувачів парків Канади .
Великі території в усіх канадських національних парках не мають надійного двостороннього радіо чи стільникового покриття. Рекомендується використання SOS, супутникового телефону або пристроїв із двостороннім зв’язком, таких як «Garmin InReach або Spot».
З відвідувачів парку, яким потрібна допомога, не стягується плата, оскільки витрати на пошук і порятунок є частиною вхідної плати відвідувачів парку. Фахівці з безпеки відвідувачів парків Канади також керують програмами боротьби з лавинами на шосе та публікують щоденний публічний лавинний бюлетень у період з листопада по травень.

### Киргизстан
Служба порятунку в горах Киргизстану є некомерційною спеціалізованою організацією. Рятувальники використовують сучасне рятувальне обладнання та гелікоптер. Команда складається з досвідчених альпіністів і рятувальників. Роботи ведуться на гірському рельєфі будь-якої складності, на будь-яких висотах і маршрутах. Організація акредитована в Міністерстві надзвичайних ситуацій Республіки Киргизстан відповідно до законодавства Киргизької Республіки і має право на проведення аварійно-рятувальних робіт.

### Пакистан
Гірські рятувальні роботи на високих висотах у Пакистані зазвичай здійснюються Авіаційним корпусом армії Пакистану. 30 липня 2018 року російський альпініст був врятований з піку Латок на висоті 20 650 футів, що є рекордом для найвищої гірської порятунку в Пакистані. 

### Польща
Татранська волонтерська служба порятунку

### Словаччина
Гірська рятувальна служба (Horská záchranná služba, HZS) Словаччини є цивільною агенцією, яка проводить загальнонаціональні гірські рятувальні операції та пошуково-рятувальні операції у складних місцевостях у тісній співпраці зі Службою повітряного порятунку. Це частина інтегрованої системи порятунку в Словаччині, і зв’язатися з нею можна за телефонним номером 18300 або за номером 112 – стандартна інтегрована служба екстреної допомоги ЄС .

### Іспанія
З 1981 року Пошуково-рятувальна група Guardia Civil ( Grupo de Rescate e Intervención en Montaña-GREIM ) відповідає за гірські порятунки в усій Іспанії, крім Каталонії. До 1981 року гірські рятувальники здійснювали волонтери.
Агрегат поділяється на:
- Спеціальний гірський підрозділ
- Альпійська експедиційна група
- Конкурсна команда
- Центр спеціальної гірської підготовки

Група складається з 250 членів, які проходять десятимісячне навчання в спеціалізованому навчальному центрі в Канданчу . Одиниця розділена на п'ять регіонів ( Хака, Кангас-де-Оніс, Навасеррада, Гранада, В'єлья та Міхаран ). У 2011 році вони виконали 761 виліт.
У Каталонії спеціальний підрозділ пожежної служби, GRAE (Група підтримки спеціальних дій), відповідає за гірський порятунок.

### Швейцарія
Швейцарія має неймовірно густу мережу альпійських рятувальних та гуманітарних організацій. Більшість рятувальних робіт здійснюється швейцарською рятувальною службою "Рега (повітряний порятунок)" (нім. Schweizerische Rettungsflugwacht, фр. Garde aérienne suisse de sauvetage, Rega), некомерційною організацією, яка надає альпійську рятувальну службу за допомогою свого флоту з 17 медичних гелікоптерів, включаючи 11 Agusta A109 СП Гранд «Да Вінчі», використовується як для наземного забезпечення парамедичного персоналу та фронтовий альпійський рятувальник. Швейцарська рятувальна служба має дві відмінні характеристики: вони можуть дістатися до будь-якої точки Швейцарії менш ніж за 15 хвилин завдяки десяти базам, і вони медичні. Це означає, що лікар екстреної допомоги (здебільшого анестезіолог) буде на рейсі, щоб надати розширене лікування.
Швейцарський кантон Вале не використовує Rega, у них є власний рятувальний флот під назвами "Air Glacier і Air Zermatt". Вони мають схожі кольори, процедури та персонал.
Швейцарська армія також використовується для порятунку цивільних на передовій. Їхні численні гірські батальйони зазвичай використовуються у співпраці з "Рега" завдяки їхній живій силі, важкій техніці та підтвердженому досвіду співпраці з цивільною владою.

### Сполучені Штати Америки
Більше: Асоціація гірських рятувальників
У Сполучених Штатах гірський пошук і рятування є технічною спеціальністю загального пошуку і рятування. Ним займаються «кар’єрні, чергові та оплачувані» команди в національних парках і доповнюються іншими оплачуваними та волонтерськими активами/ресурсами, якщо це необхідно. Що стосується територій за межами національних парків, то в США існує близько 20 агенцій, переважно департаментів шерифа, які надають платних або кар’єрних членів групи пошуково-рятувальних робіт у гірських районах. Більшість із них доповнюють волонтерів-професіоналів. Основна частина операцій SAR у гірських районах у США здійснюється групами «професіоналів-волонтерів» (не є кар’єрними чи оплачуваними, але мають відповідати мінімальним галузевим стандартам на рівні або вище їх платних колег), які також можуть реагувати через взаємодопомогу чи автоматичну допомогу до інцидентів за межами округу, за межами штату та в національних парках, через угоди між штатами та національними парками, а також через FEMA NIMS національна система розгортання взаємодопомоги. Парки з платними командами включають Національний парк Деналі, Національний парк Йосеміті, Національний парк Гранд-Тітон  і Національний парк Маунт-Рейнір. Багато оплачуваних і волонтерських професійних гірських пошуково-рятувальних команд є частиною Асоціації гірських рятувальників (MRA) і діють під керівництвом місцевого відділу шерифа (приблизно 42 із 50 штатів) або поліції штату чи агентства з управління надзвичайними ситуаціями. Команди-члени зобов’язані регулярно проходити повторну акредитацію в трьох дисциплінах: технічний рятувальний хід на мотузці, рятувальні операції на снігу та льоду та управління пошуком/відстеження. Хоча команди несуть головну відповідальність за роботу в одному окрузі, площа якого може становити від 50 квадратних миль до 20 000 квадратних миль, зазвичай вони працюють у сусідніх округах і штатах. Згідно з Національною системою управління інцидентами, кваліфікація гірських рятувальних підрозділів стандартизована для тих підрозділів, які вирішують бути розгорнутими для національних катастроф і національної взаємної допомоги за межами своєї юрисдикції. 

### Франція
Національна жандармерія та національна поліція відповідають за порятунок у горах. Будучи воєнізованою поліцією з правоохоронними завданнями, жандармерія має широкий спектр завдань, головним чином:
- пошук і порятунок
- спостереження за гірськими районами
- правоохоронні органи
- запобігання нещасним випадкам та безпека населення
- подавати експертизи в судах

У жандармерії працює 260 жандармів, які розділені на 20 підрозділів по всій країні;
- 15 Peloton de Gendarmerie de Haute Montagne (PGHM) розпорошений в Альпах і Піренеях, на додаток до островів Реюньйон в Індійському океані та Корсики.
- 5 Peloton de Gendarmerie de Montagne, у центрі гірського масиву та районах Вогезів.

90 відсотків втручань здійснюється з повітря.
Поліція Compagnie républicaine de sécurité також проводить пошуково-рятувальні роботи в горах у Французьких Альпах і Піренеях разом із PGHM.

### Чехія

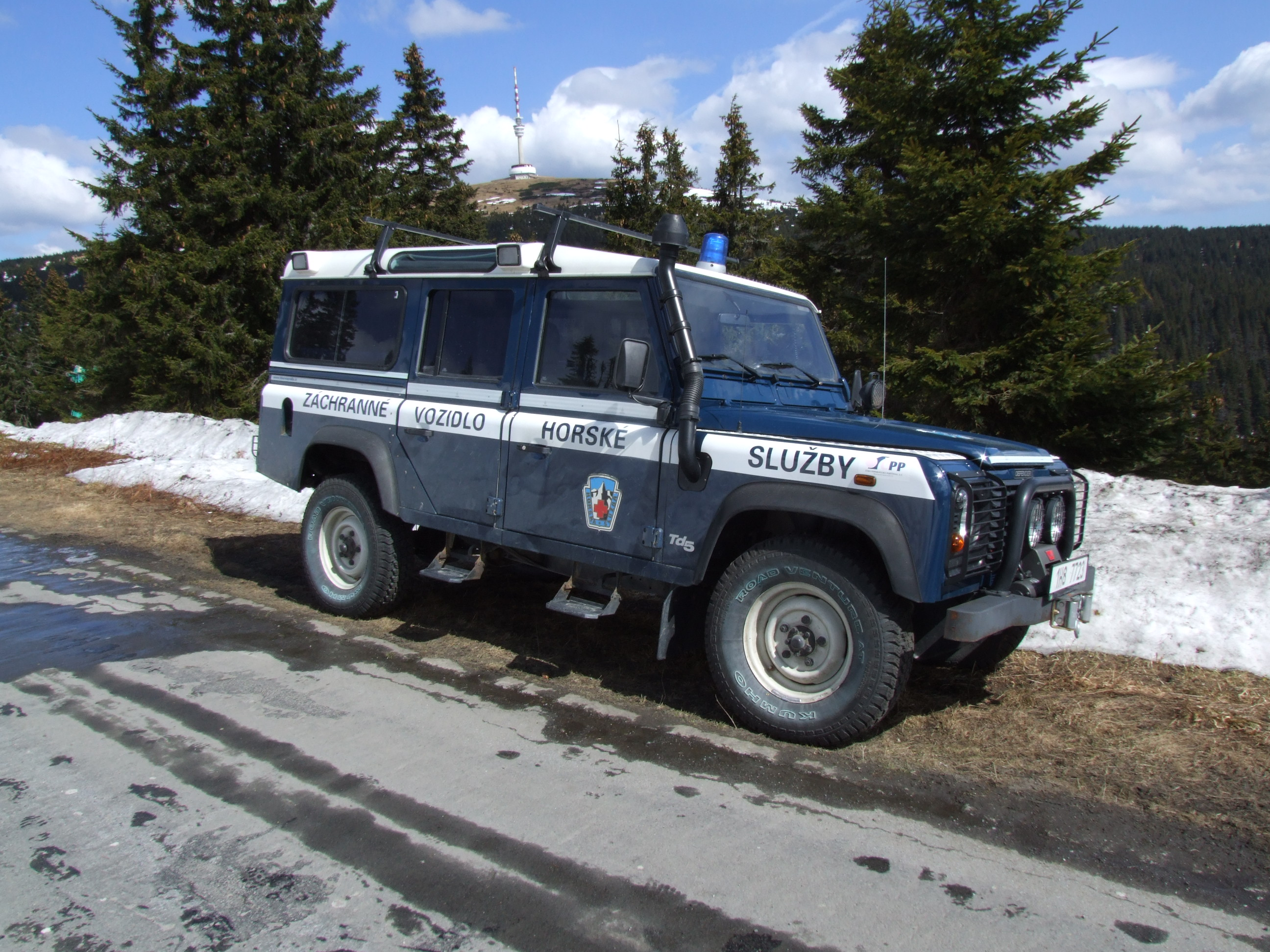
Авто Horská službaMountain_Rescue_Service_of_the_Czech_Republic (Чехія)

Гірська рятувальна служба (Horská služba České republiky, HS ČR) Чеської Республіки проводить загальнонаціональні гірські рятувальні операції та пошуково-рятувальні операції на складних територіях у тісній співпраці з Авіаційно-рятувальною службою та поліцією Чеської Республіки. Це частина інтегрованої системи порятунку в Чехії, і зв’язатися з нею можна за номером телефону 1210 (платний номер) або за номером 112 – стандартна інтегрована екстрена служба ЄС.

## Дивіться також
- Рятувальний кошик вертольота
- SAR собак SAR dog[en]
- сенбернар (собака)
- Перша допомога в пустелі Wilderness first aid[en]

## Зовнішні посилання
- IKAR-CISA. ikar-cisa.org. IKAR-CISA. Процитовано 24 січня 2010.
- Mountain Rescue Association. mra.org. Mountain Rescue Association.
- Portland Mountain Rescue. pmru.org. Portland Mountain Rescue. Процитовано 20 лютого 2013.
- Mountain Rescue England & Wales. mountain.rescue.org. Mountain Rescue England & Wales. Процитовано 24 січня 2010.
- Mountain Rescue Ireland. mountainrescue.ie. Mountain Rescue Ireland. Процитовано 24 січня 2010.
- NAVSAR National Association of Volunteer Search and Rescue Teams
- Rocky Mountain Rescue Group. RockyMountainRescue.org. Rocky Mountain Rescue Group.
- Santa Fe Search and Rescue Group. santafesar.org. Santa Fe Search and Rescue Group. Процитовано 24 січня 2010.
- Everett Mountain Rescue
- Seattle Mountain Rescue
- Parks Canada Mountain Safety Webpage
- SARDOGS NEPAL.Search and Rescue Dog Handlers Academy
- New Jersey Search and Rescue
- Northern California's Marin County Search & Rescue
- Langdale/Ambleside MRT
- National Ski Patrol
- Professional Ski Patrol Association
- Serbian Mountain Rescue Service
- Guide Dolomiti
- Santa Barbara County Search and Rescue. SBCSAR.net. Retrieved 17 September 2015.
- Swiss Air-Rescue Rega